# Gusztáv lefogy
A Gusztáv lefogy a Gusztáv című rajzfilmsorozat első évadának huszonkettedik epizódja.

## Rövid tartalom
Gusztávnak nehezen megy a fogyókúrázás, amikor végre mégis lefogy, azt reméli, hogy sikere lesz a nőknél, de hiába.

## Alkotók
- Rendezte: Jankovics Marcell
- Írta: Jankovics Marcell, Nepp József
- Zenéjét szerezte: Pethő Zsolt
- Operatőr: Neményi Mária
- Hangmérnök: Horváth Domonkos
- Vágó: Czipauer János
- Háttér: Szoboszlay Péter
- Rajzolták: Cser Zsuzsa, Marsovszky Emőke, Ternovszky Béla
- Színes technika: Dobrányi Géza, Kun Irén
- Gyártásvezető: Bártfai Miklós

Készítette a Pannónia Filmstúdió.